# Teresa de la Cruz Candamo
María Teresa Luisa Julia Candamo Álvarez-Calderón más conocida como Teresa de la Cruz Candamo (Lima, 19 de agosto de 1875-Lima, 24 de agosto de 1953) fue una religiosa peruana, fundadora en 1919 de la congregación de las Canonesas de la Cruz. Reconocida por su piedad y caridad, fue declarada venerable por el papa Benedicto XVI en 2009.

## Biografía

### Primeros años
Nació en Lima el 19 de agosto de 1875. Fue hija de Manuel Candamo Iriarte, político peruano y presidente de la República en dos ocasiones, y de Teresa Álvarez-Calderón de Candamo, perteneciente a una destacada familia limeña. Creció en un hogar con seis hermanos, en un ambiente que enfatizaba la educación y la formación cristiana.
Durante su infancia en Piura, vivió el contexto de la guerra del Pacífico (1879-1884) contra Chile, en la que su padre, delegado del gobierno, fue tomado prisionero. Su educación inicial fue en casa, con tutores chilenos y franceses. Recibió la primera comunión el 1 de enero de 1887 en la iglesia de Santa Teresa en Lima. En 1889 ingresó como interna en el colegio San Pedro, dirigido por las religiosas de la Sociedad del Sagrado Corazón de Jesús. Allí desarrolló su talento artístico y literario, además de fortalecer su formación cristiana al participar en asociaciones como las Hijas de María.
Al finalizar su educación escolar, llevó una vida social activa junto a sus hermanos, participando en reuniones y paseos, aunque con el tiempo sintió un vacío espiritual, preguntándose si existía un propósito mayor para su vida.

### Vocación religiosa
En esa época, la formación religiosa en el Perú era limitada, el clero era escaso y varias congregaciones estaban desapareciendo. Parte del clero de Lima se involucraba en la política de la naciente república, lo que la motivó a querer servir a la Iglesia dentro de sus posibilidades.
En 1903, su padre fue elegido presidente del Perú, pero un año después enfermó gravemente y falleció el 7 de mayo de 1904 en Arequipa. La familia, profundamente afectada, viajó a Europa en 1905.
Durante este viaje, Teresa visitó Francia, Suiza e Italia, pasando por París, Florencia, Roma y Génova. En Lourdes, tuvo una experiencia espiritual profunda, pero fue en París, frente al sagrario de la iglesia Saint-Pierre-de-Chaillot, donde sintió con claridad el llamado de Dios: «Por primera vez tuve la certeza absoluta de que el Señor me pedía mi amor para Él». También quedó profundamente impactada por la lectura del libro La vida interior del padre Joseph Tissot, que influyó en su enseñanza posterior sobre la vida ascética. Su encuentro con el papa Pío X en Roma reforzó aún más su vocación.

## Fundación de las Canonesas de la Cruz
De regreso en el Perú en 1907, se dedicó a la enseñanza del catecismo en las parroquias. Su guía espiritual, el padre Cipriano Casimiro, era canónigo regular y, al compartir con él su idea de fundar una congregación, ambos coincidieron en que debía inspirarse en la vida de los canónigos regulares y enfocarse en el trabajo parroquial.
Con el apoyo de su hermana María, quien dirigía varias asociaciones caritativas, reunió a un grupo de mujeres con la misma vocación para realizar labores catequéticas. También recibió el respaldo del padre Luis Tezza, de la orden de los Camilos. A pesar de varias solicitudes al nuncio apostólico para establecer la congregación, las primeras peticiones fueron rechazadas.
Finalmente, en 1917, con la llegada del nuevo nuncio, Lorenzo Lauri, se obtuvo la autorización esperada. En 1919, tras la aprobación del arzobispo de Lima, se fundó oficialmente la congregación de las Canonesas de la Cruz.

### Superiora general y expansión de la congregación
Como madre superiora, Teresa de la Cruz imprimió a la congregación un carácter tanto contemplativo como apostólico, estableciendo la cruz como el fundamento de su espiritualidad y acción pastoral.
En 1922, la comunidad se expandió a otras parroquias y a la ciudad del Callao. Las religiosas comenzaron a realizar visitas domiciliarias, organizar conferencias religiosas y enseñar en escuelas públicas. Durante las décadas de 1940 y 1950, establecieron residencias universitarias, colegios y centros juveniles, innovando en el trabajo pastoral dentro de la Iglesia.
Teresa de la Cruz fue reelegida constantemente como superiora general hasta su fallecimiento. Se destacó por su profunda piedad y caridad, tanto con sus religiosas como con todas las personas que conoció a través de su apostolado. Falleció el 24 de agosto de 1953 en Lima por causas naturales. Su cuerpo descansa en la casa madre de las Canonesas de la Cruz ubicada en la urbanización Santa Beatriz en el distrito de Lima, detrás del Estadio Nacional.

## Proceso de beatificación
El proceso de beatificación de Teresa de la Cruz Candamo comenzó a nivel diocesano y luego fue trasladado a Roma, donde en 1980 fue examinado por la Congregación para la Causa de los Santos y por la comisión teológica.
Tras una evaluación positiva, el papa Benedicto XVI autorizó el 3 de abril de 2009 la promulgación del decreto que reconocía sus virtudes heroicas, declarándola venerable. Para su beatificación, se requiere la confirmación de un milagro atribuido a su intercesión.